# Đá gà ở Ấn Độ

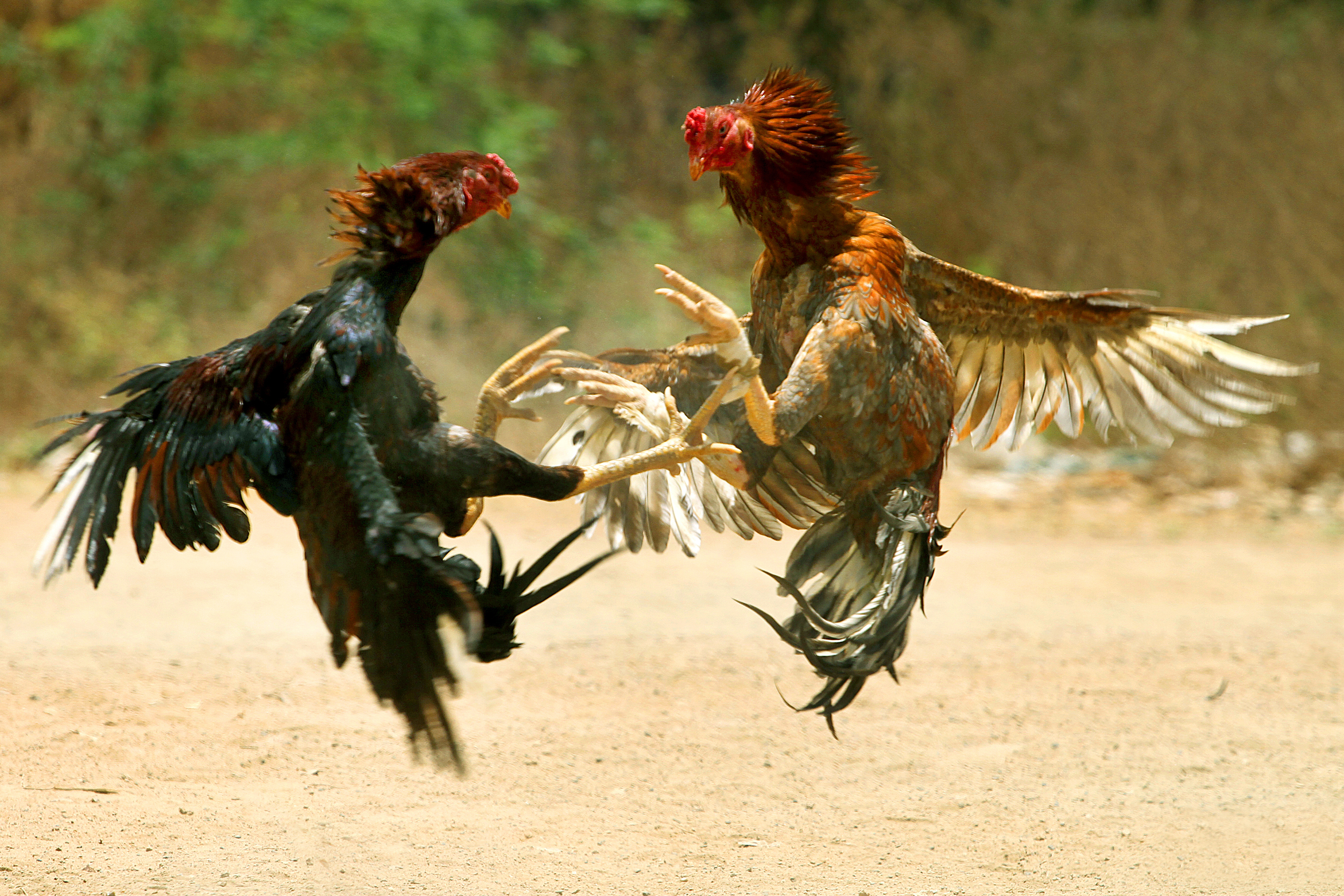
Đá gà ở Tamil Nadu, Ấn Độ

Chọi gà (Kodi Pandem trong tiếng Telugu; Vetrukkaal seval porr, trong tiếng Tamil; Kozhi kettu trong tiếng Malayalam; nghĩa là Đá gà bằng chân trần) ở Ấn Độ chủ yếu diễn ra vào tháng 1, trùng với lễ Makar Sankranti. Mặc dù ở Ấn Độ là hoạt động bất hợp pháp, đá gà phổ biến ở các huyện ven biển của Andhra Pradesh, bao gồm các huyện Krishna, Guntur, Đông Godavari và Tây Godavari.

## Tổng quan

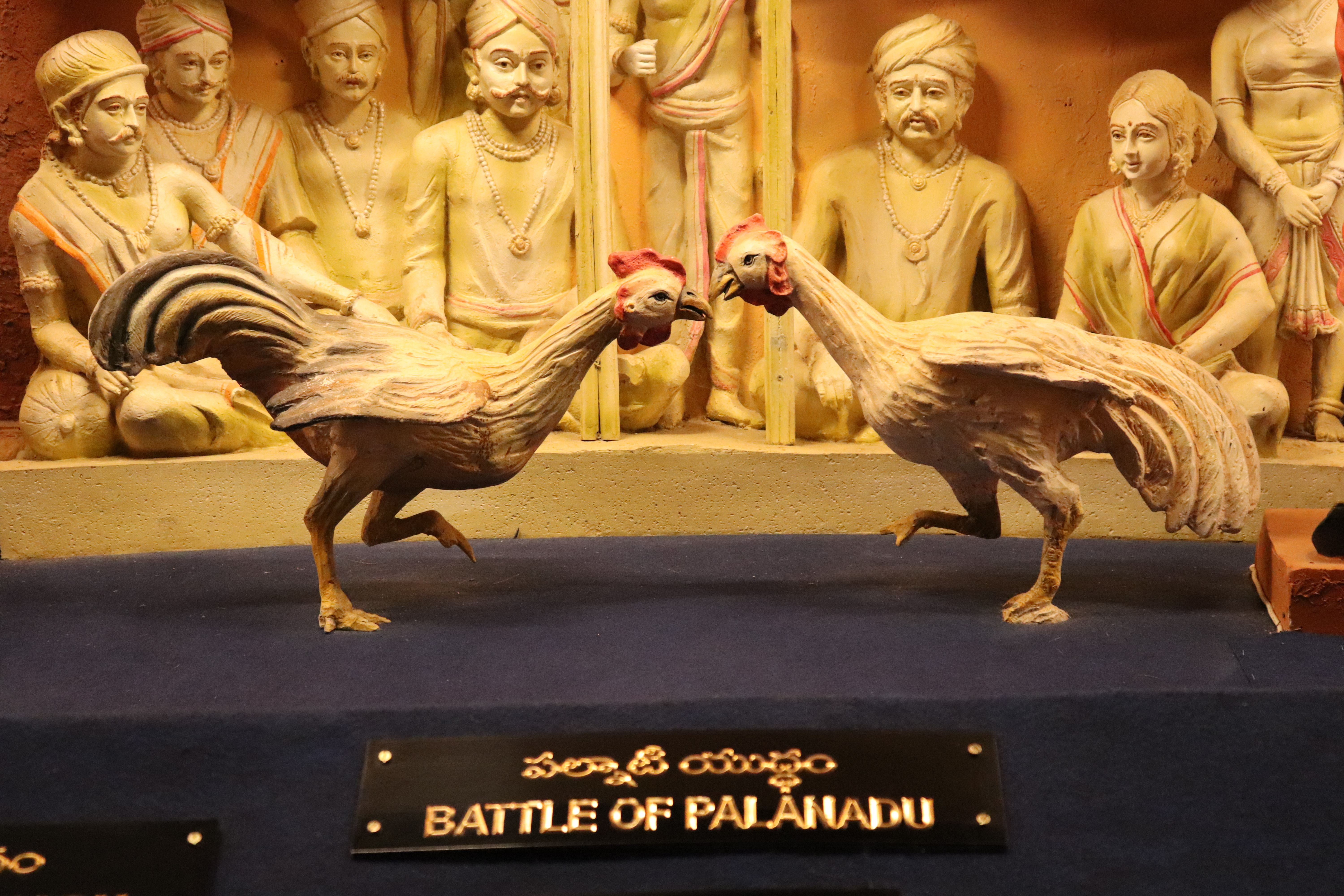
Tác phẩm điêu khắc mô tả chọi gà trong trận Palnadu

Các trận đấu giữa các loài chim như gà rừng và gà trống được cho là đã được tổ chức ở Ấn Độ cổ đại như một phương thức giải trí. Sử sách ghi lại rằng kết quả của Trận Palnadu (1178–1182) được quyết định bởi một cuộc chọi gà trống, sau đó chọi gà đã có được vị trí ở Andhra Pradesh.
Ngày nay, chọi gà diễn ra ở Andhra Pradesh và các vùng khác của Ấn Độ như Karnataka, Tamil Nadu, Kerala và Odisha.
Gà trống được nuôi đặc biệt để chọi gà, với dao và cựa dao được buộc vào chân. Cuộc chiến thường dẫn đến cái chết của một trong hai con. Gà trống được huấn luyện để có thể chọi quanh năm và mỗi con có giá trị lên tới 50.000 rupee (630 đô la Mỹ). Các sự kiện có thể kéo dài đến ba ngày được tổ chức suốt thời gian lễ Sankranti, mỗi sự kiện thu hút hàng nghìn người tham gia. Trong một cuộc điều tra năm 2019, tờ The Washington Post đã gọi hoạt động này là "Super Bowl của chọi gà".

## Lịch sử
Chọi gà là một môn thể thao dành cho khán giả từ thời cổ. Đã có bằng chứng cho thấy chọi gà là trò tiêu khiển trong nền Văn minh lưu vực sông Ấn. Encyclopædia Britannica (2008) dẫn chứng:
Môn thể thao này rất phổ biến vào thời cổ đại ở Ấn Độ, Trung Quốc, Ba Tư và các quốc gia phương Đông khác và đã được đưa vào Hy Lạp cổ đại vào thời Themistocles (khoảng 524–460 trước Công nguyên). Trong một thời gian dài, người La Mã coi thường "trò chơi kiểu Hy Lạp" này, nhưng cuối cùng họ lại chấp nhận nó một cách nhiệt tình đến nỗi nhà văn nông nghiệp Columella (thế kỷ 1 Công nguyên) đã phàn nàn rằng những người yêu thích nó thường dành toàn bộ tài sản của họ để cá cược bên sân chọi gà.

Dựa trên phân tích con dấu Mohenjo-daro, Iravatham Mahadevan suy đoán rằng tên cổ của thành phố có thể là Kukkutarma ("thành phố [-rma] của gà trống [kukkuta]"). Tuy nhiên, theo một nghiên cứu gần đây, "người ta không biết liệu những con chim này có đóng góp nhiều cho gà nhà hiện đại hay không. Gà từ nền văn hóa Harappa của lưu vực sông Ấn (2500–2100 TCN) có thể đã là nguồn lan truyền chính trên toàn thế giới." "Trong lưu vực sông Ấn, các dấu hiệu cho thấy gà được sử dụng để chơi thể thao chứ không phải để làm thực phẩm" (Zeuner 1963) và đến năm 1000 trước Công nguyên, chúng đã mang "ý nghĩa tôn giáo".

## Kukkuta Sastra
Kukkuta Satra (tạm dịch: Chiêm tinh gà trống) là một quyển sách chuyên về chọi gà. Không rõ thông tin về tác giả hoặc thời điểm cuốn sách được viết.
Kukkuta Sastra ghi nhận 50 loại gà trống thích hợp cho việc chọi gà. Nó quy định chế độ ăn uống cho gà trống được nuôi để chọi, các thức ăn bao gồm quả hạnh, hạt điều, quả hồ trăn và thịt, nhưng không hạn chế chế độ ăn uống.  Ở Ấn Độ, Kukkuta Sastra được những người nuôi gà chọi tuân thủ theo để nuôi gà cho việc chọi.

## Quy định pháp luật
Chọi gà đã bị coi là bất hợp pháp ở Ấn Độ kể từ khi ban hành Đạo luật Ngăn chặn hành vi tàn ác với động vật vào năm 1960. Các phán quyết sau đó của Tòa án Tối cao Ấn Độ vào năm 2015, và Tòa án Tối cao Hyderabad vào năm 2016, đã giữ nguyên lệnh cấm. Vào tháng 1 năm 2018, Tòa án Tối cao cho phép tổ chức môn thể thao này theo cách truyền thống, không sử dụng dao và cựa dao, và không được cờ bạc hoặc các hình thức cá cược.
Bất chấp lệnh cấm, chọi gà vẫn phổ biến ở Andhra Pradesh, với số tiền ước tính hơn 9 tỷ rupee (110 triệu đô la Mỹ) được đặt cược chỉ trong khoảng thời gian 3 ngày vào năm 2019. Hơn 200.000 con gà trống đã được sử dụng trong các cuộc chọi gà.

## Sự cố
- Vào năm 2010, ở Tây Midnapore thuộc bang Tây Bengal, một người đàn ông đã bị giết bởi con gà trống của anh, nó đâm vào cổ anh ta bằng cựa gà gắn ở chân của nó.[20]
- Vào năm 2019, tại Pragadavaram, Andhra Pradesh, một khán giả đã không chịu nổi vết thương do một con gà trống gây ra. Con gà đã đâm cựa gà buộc ở chân vào bụng anh ta trong một trận chọi gà.[6]
- Vào năm 2021, tại bang Telangana, chủ nhân của một con gà trống được gắn cựa đã bị giết sau khi nó đâm vào háng anh ta, khi anh ta cố gắng bắt lại con gà đang cố trốn thoát.[21]

## Văn hóa đại chúng
- Bộ phim Malayalam Kannaki năm 2001 do Jayaraj đạo diễn mô phỏng lại vở kịch Antony và Cleopatra kể trong bối cảnh các giải đấu chọi gà ở Kerala.
- Cốt truyện của bộ phim tiếng Tamil năm 2011 Aadukalam do Vetrimaran đạo diễn xoay quanh các trận chọi gà.[22]